# Chão Sobral
Chão Sobral é uma aldeia pertencente à Freguesia de Aldeia das Dez, Município de Oliveira do Hospital.
É uma pequena aldeia aninhada entre os 600 metros e 700 metros de altitude na Serra do Açor, de onde se avista a Serra da Estrela e a Serra do Caramulo. Dista 16 km da aldeia histórica de Piódão, 11 km do Monte Colcurinho (miradouro e local de peregrinação a 1242 metros de altitude), 3 km do Santuário de Nossa Senhora das Preces, e 10 km da Aldeia das Dez.
Anualmente realizam-se em Chão Sobral duas festas religiosas: a "festa de Santo Antão", a 15 de janeiro, e a "festa de São Lourenço", a 10 de agosto.